# 瓦莱博纳
瓦莱博纳（義大利語：Vallebona），是意大利因佩里亚省的一个市镇。总面积5.99平方公里，2009年普查人口數為1276人，人口密度213.0人/平方公里（2009年）。ISTAT代码为008062。